# Letiště Tunis–Kartágo
Letiště Tunis–Kartágo (francouzsky Aéroport de Tunis-Carthage, arabsky مطار تونس قرطاج الدولي‎, IATA: TUN, ICAO: DTTA) mezinárodní letiště u hlavního města Tuniska – Tunisu. Slouží jako hub pro společnosti Tunisair, Tunisair Express, Nouvelair Tunisia a Tunisavia. Jméno nese po starověkém městě Kartágo, které leží východně od letiště.
Historie letiště sahá až do roku 1920, kdy na jezeře Tunis vznikla první základna hydroplánů v Tunisku pro hydroplány Aéronavale. Letiště bylo otevřeno v roce 1938 a každoročně na trase Paříž–Tunis obsloužilo kolem 5 800 cestujících.
Během druhé světové války bylo letiště používáno americkým dvanáctým letectvem jako hlavní velitelství a velitelská základna pro italskou kampaň v roce 1943.